# Gornji Vojići
Gornji Vojići är en ort i Bosnien och Hercegovina.   Den ligger i entiteten Federationen Bosnien och Hercegovina, i den västra delen av landet, 150 km nordväst om huvudstaden Sarajevo. Gornji Vojići ligger 414 meter över havet och antalet invånare är 195.
Terrängen runt Gornji Vojići är huvudsakligen kuperad, men åt nordost är den platt. Närmaste större samhälle är Velagići, 2,2 km nordost om Gornji Vojići. 
I omgivningarna runt Gornji Vojići växer i huvudsak blandskog. Runt Gornji Vojići är det ganska tätbefolkat, med 67 invånare per kvadratkilometer.